# El Ajedrecista

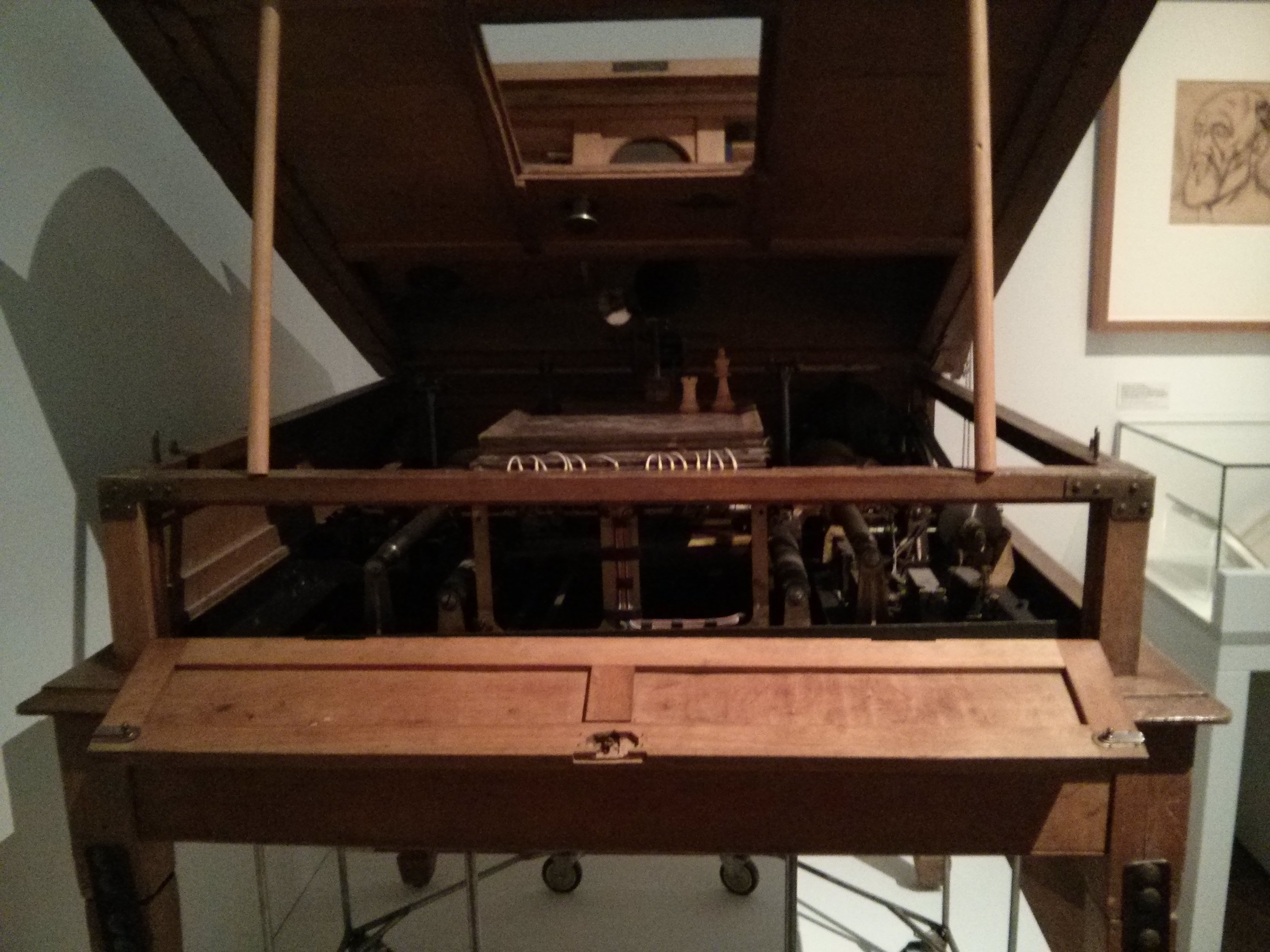
El Ajedrecista.

El Ajedrecista (hiszp. gracz szachowy) – automat grający z człowiekiem w szachy, zbudowany w 1912 roku przez Leonardo Torresa y Quevedo. Automat został po raz pierwszy zaprezentowany publicznie na Targach Światowych w Paryżu w 1914 roku, wzbudzając wielki zachwyt. Po raz pierwszy został szerzej opisany w Scientific American z 6 listopada 1915 w artykule "Torres and His Remarkable Automatic Devices" (Torres i jego nadzwyczajne urządzenia automatyczne). 
Automat mógł rozegrać z człowiekiem końcówkę szachową z trzema figurami: automat miał do dyspozycji króla i wieżę, podczas gdy przeciwnik-człowiek miał tylko króla. Jeśli przeciwnik wykonał niedozwolony ruch, automat to sygnalizował. Do poruszania figurami służyły mu elektromagnesy wbudowane pod szachownicą. El Ajedrecista nie grał zbyt dokładnie i nie zawsze dawał mata w minimalnej ilości ruchów (z powodu prostego algorytmu obliczającego pozycje), ale ostatecznie zawsze udawało mu się zamatować przeciwnika. 
Syn Leonarda, Gonzalo, w 1920 roku wykonał oparty na El Ajedrecista ulepszony automat szachowy. El Ajedrecista i jego ulepszona wersja wciąż działają i są wystawione w Colegio de Ingenieros de Caminos, Canales y Puertos w Madrycie.
Chociaż już wcześniej istniały automaty rzekomo „grające w szachy” – takie jak Mechaniczny Turek i Ajeeb – w rzeczywistości sterował nimi ukryty w środku człowiek; El Ajedrecista w przeciwieństwie do nich jest prawdziwym automatem, grającym samodzielnie w szachy. 